# Lleterola clapada de roure
La lleterola clapada de roure (Lactarius azonites), també anomenada lleterola blanca, és una espècie de fong de l'ordre dels russulals (Russulales). És una lleterola que pertany a la secció Plinthogalus del gènere Lactarius. Es tracta d'una lleterola del grup de lleteroles de llet rosada que es caracteritzen pel fet que la carn i el làtex són blancs i, en contacte amb l'aire, canvien a rosa o vermell rosat. S'associa a arbres del gènere Quercus, Castanea i Fagus.

## Taxonomia
Espècie descrita per primera vegada el 1791 pel metge i botànic francès Jean Baptiste François Bulliard com Agaricus azonites. El biòleg suec Elias Magnus Fries va considerar l'espècie dins del gènere Lactarius i la va validar en publicar-la el 1838.
Es consideren sinònims Lactarius fuliginosus f. albipes, descrit pel micòleg danès Jakob Emanuel Lange el 1928, que Marcel Bon el 1980 va considerar com Lactarius fuliginosus var. albipes.

## Iconografia
Bulliard, Hist. Champ. Fr.: pl. 559, fig. 1. 1792
Marchand, Champignons du Nord et du Midi VI: pl.566. 1980.
Basso, Lactarius: 647. 1999
Kibby, British Milkcaps:101. 2014
Bolets de Catalunya (1992): Vol. XI, fig. 528

## Descripció

### Descripció macroscòpica
Bolet relativament petit, barret de fins a 9 cm de diàmetre; irregular; de convex a d'estès i amb un lleuger mugró en el jove, lleugerament deprimit i sovint fes en l’adult; marge irregularment crenulat; superfície de llisa a finament vellutada sota la lupa, seca, no zonada, de tons molt pàl·lids, sovint clapada, de beix a bru grisenc pàl·lid o ocraci pàl·lid (cafè amb llet), més clar cap el marge.
Làmines irregulars, moderadament distants, adnates; en envellir, sovint fusionades entre sí; de blanquinoses a groguenques, cremoses o ataronjada pàl·lides; es tenyeixen de rosa al frec; aresta entera, concolor.
Cama de 2.5-6 x 0.8-2 cm; gairebé cilíndrica, ferma, de mida similar al diàmetre del barret; llisa, seca; blanquinosa, sempre més pàl·lida que el barret, amb taques de rosàcies a brunenques; en ferides i al frec adopta el mateix color rosat.
Carn ferma, engruixida; blanca, esdevé rosàcia immediatament o en pocs minuts (3-5); olor afruitada; al tast inicialment amarga, més tard picant; làtex blanc, abundant; lentament (vora una hora) de rosaci a rosa salmó i, en assecar, manté aquest color;  immutable si es separa el làtex de la carn; de dolç a amargant.
Dipòsit esporal camussa rosaci fosc.
L'hidròxid de potassi no pot decolorar la llet; guaiac sobre la cama: +++, sobre les làmines: +++.

### Descripció microscòpica
Espores 7.0-9.5 x 6.5-8.8 μm, de mitjana 8.0-8.5x 7.4-7.9 μm; Q=1.01-1.15, de mitjana 1.08-1.09; de globoses a subgloboses, algunes lleugerament el·lipsoides; amb crestes estretes de 1-(1.5) μm d'altura i berrugues irregulars formant un reticle incomplet; les crestes i berrugues força agudes de manera que donen a les espores l'aspecte d'espinoses; placa suprahilar gairebé amiloide en la seva totalitat.

## Hàbitat
Primerenc; des de mitjans d'estiu a finals de tardor; de solitària a esparsa; sobre sols silícics i calcificats; des de la muntanya mitjana a la terra baixa i la muntanya mediterrània; micorrízica; en boscos de planifolis; creix vora roures (Quercus pyrenaica, Q. faginea, Q. pubescens, Q. robur), alzina (Q. ilex ), surera (Q. suber), castanyer (Castanea sativa), faig (Fagus sylvativa) i avellaner (Corylus avellana).

## Distribució geogràfica
Ocasional; citada de la majoria de països d'Europa, però probablement confosa amb la lleterola fosca (L. fuliginosus). Sembla més rara a Europa del Nord i Centre. S'ha citat de Catalunya, Mallorca i Menorca., i País Valencià.

## Espècies semblants
La lleterola clapada de roure es reconeix per la cama blanquinosa, el barret clapat, les làmines irregulars i, que en envellir, solen ser anastomosades; la carn es torna ràpidament rosada. La lleterola fosca (Lactarius fuliginosus) té la cama grisa i el barret fosc.
Són properes la lleterola clapada llenegosa (Lactarius acris), de fagedes, però és la única de barret també pàl·lid però llenegós i que la llet esdevé rosa amb rapidesa tot i aïllar-la de la carn. En fagedes també podem trobar la lleterola clapada de fageda (Lactarius pterosporus), lleterola rossa de fageda (Lactarius ruginosus) i lleterola mascarda (Lactarius romagnesii). Es tracta de lleteroles de llet rosada que tenen les crestes esporals molt marcades, molt més altes que les de la lleterola clapada de roure o la lleterola fosca.
En boscos de coníferes, en especial de pícees, podem trobar la lleterola mascarda de mugró (Lactarius lignyotus) i la lleterola mascarda de pícea (Lactarius picinus). Ambdós tenen la cama fosca, també la lleterola mascarda.

## Usos

### Gastronomia
Excel·lent comestible, localment molt apreciada; en coure desapareix completament l’amargor i picantor.